# Tweede Kamerverkiezingen 2017/Kandidatenlijst/D66

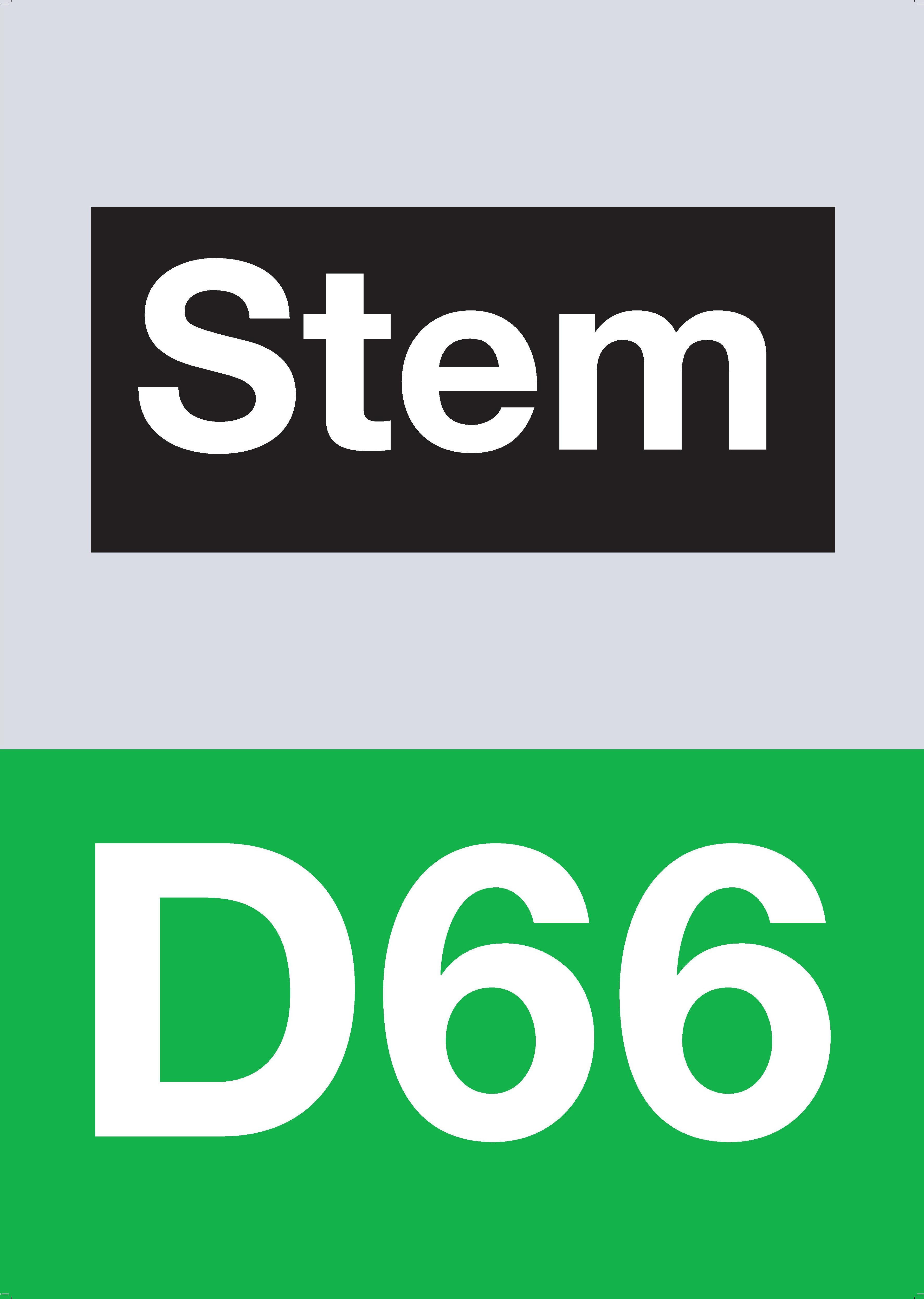
Verkiezingsposter D66

Dit is de lijst van kandidaten van de politieke partij D66 voor de Nederlandse Tweede Kamerverkiezingen van 15 maart 2017, zoals deze op 3 februari 2017 werd vastgesteld door de Kiesraad.

## Achtergrond
Op 7 november 2016 maakte de partij de kandidaten voor de Tweede Kamerverkiezingen op 15 maart 2017 bekend. De lijsttrekker werd fractievoorzitter Alexander Pechtold.

## De lijst
- vet: verkozen
- cursief: voorkeursdrempel overschreden

1. Alexander Pechtold – 863.887
2. Stientje van Veldhoven – 92.700
3. Wouter Koolmees – 11.606
4. Pia Dijkstra – 120.557
5. Ingrid van Engelshoven – 10.941
6. Vera Bergkamp – 26.094
7. Kees Verhoeven – 6.586
8. Paul van Meenen – 2.961
9. Jan Paternotte – 2.991
10. Steven van Weyenberg – 1.280
11. Sjoerd Sjoerdsma – 2.726
12. Rob Jetten – 4.903
13. Jessica van Eijs – 19.594
14. Salima Belhaj – 13.833
15. Maarten Groothuizen – 1.145
16. Achraf Bouali – 3.489
17. Rens Raemakers – 7.435
18. Antje Diertens – 24.691
19. Tjeerd de Groot – 1.825
20. Monica den Boer[2] – 13.582
21. Matthijs Sienot[2] – 1.585
22. Joost Sneller[2] – 547
23. Rutger Schonis[2] – 992
24. Marijke van Beukering-Huijbregts[3][2] – 4.971
25. Arend Meijer – 1.766
26. Franca Eurlings-Tonnaer – 5.983
27. Munish Ramlal – 1.938
28. Martine van Bemmel – 2.169
29. Kristie Lamers – 3.425
30. Jaimi van Essen – 5.705
31. Dina Verbrugge-Wormgoor – 1.076
32. Jeanet van der Laan – 1.588
33. Noureddine Zarroy – 791
34. Bastiaan Winkel – 272
35. Mpanzu Bamenga – 834
36. Noëlle Sanders – 1.288
37. Rachid Guernaoui – 379
38. Hülya Kat – 2.685
39. Eelco Keij – 3.614
40. Marijn Bosman – 1.499
41. Sietze Schukking – 1.263
42. Wibo Schepel – 262
43. Jan Glastra van Loon – 384
44. Thierry van Vugt – 349
45. Corine van Dun – 931
46. Stefan Wirken – 252
47. Nelleke de Smoker-van Andel – 985
48. Carmen Hoogeveen – 2.401
49. Bert Terlouw – 1.749
50. Dick Ross – 1.310

VVD · PvdA · PVV · SP · CDA · D66 · ChristenUnie · GroenLinks · SGP · Partij voor de Dieren · 50PLUS · OndernemersPartij · VNL · DENK · Nieuwe Wegen · Forum voor Democratie · De Burger Beweging · Vrijzinnige Partij · GeenPeil · Piratenpartij · Artikel 1 · Niet Stemmers · Libertarische Partij · Lokaal in de Kamer · Jezus Leeft · StemNL · Mens en Spirit/Basisinkomen Partij/V-R · Vrije Democratische Partij
1967 · 1971 · 1972 · 1977 · 1981 · 1982 · 1986 · 1989 · 1994 · 1998 · 2002 · 2003 · 2006 · 2010 · 2012 · 2017 · 2021 · 2023